# GLORIOUS/PRECIOUS PLACE
「GLORIOUS／PRECIOUS PLACE」（グロリアス／プレシャス プレイス）は、日本の女性歌手愛内里菜の21枚目のシングル。規格品番はGZCA-7069。

## 解説
- 累計売上28万本を越す大ヒット作品『Another Century's Episode 2』のオープニングテーマ、エンディングテーマを担当することから、発売前から話題となる。
- 13枚目のシングル「FULL JUMP」以来、久々のオリコンTOP5入りを果たした。

## 収録曲
1. GLORIOUS
  - 作詞：愛内里菜　作曲：大野愛果　編曲：葉山たけし
2. PRECIOUS PLACE
  - 作詞：愛内里菜　作曲：小松未歩　編曲：津久井箇人
3. GLORIOUS -A.C.E.2 ver.-
  - リミックス：坂優也
4. GLORIOUS -A.C.E.2 BATTLE MODE ver.-
5. PRECIOUS PLACE -A.C.E.2 BATTLE MODE ver.-
6. GLORIOUS -Another Composite Edition-
  - リミックス：NAKEDGRUN

## タイアップ
- バンプレストプレイステーション2用ゲームソフト『Another Century's Episode 2』オープニングテーマ（#1）
- バンプレストプレイステーション2用ゲームソフト『Another Century's Episode 2』エンディングテーマ（#2）

## 収録アルバム
- DELIGHT（#1,2）
- ALL SINGLES BEST 〜THANX 10th ANNIVERSARY〜（#1,2）